# Chenailler-Mascheix
Chenailler-Mascheix ist eine französische Gemeinde in der Region Nouvelle-Aquitaine. Sie gehört zum Département Corrèze, zum Arrondissement Brive-la-Gaillarde und zum Kanton Midi Corrézien.

## Geografie
Chenailler-Mascheix liegt im Zentralmassiv. Im Süden bildet die Dordogne die Grenze zu Bassignac-le-Bas und teilweise zu Brivezac. Im Westen verläuft das Flüsschen Ménoire. Die weiteren Nachbargemeinden sind Ménoire im Norden, Saint-Hilaire-Taurieux und Monceaux-sur-Dordogne im Osten, Nonards im Südwesten sowie Tudeils und Lostanges im Westen.

## Bevölkerungsentwicklung
| Jahr      | 1962 | 1968 | 1975 | 1982 | 1990 | 1999 | 2008 | 2017 |
| --------- | ---- | ---- | ---- | ---- | ---- | ---- | ---- | ---- |
| Einwohner | 325  | 288  | 245  | 221  | 203  | 170  | 166  | 208  |